# Ersfjordbotn
Ersfjordbotn is een plaats in de Noorse gemeente Tromsø, provincie Troms. Ersfjordbotn telt 317 inwoners (2007) en heeft een oppervlakte van 0,33 km².

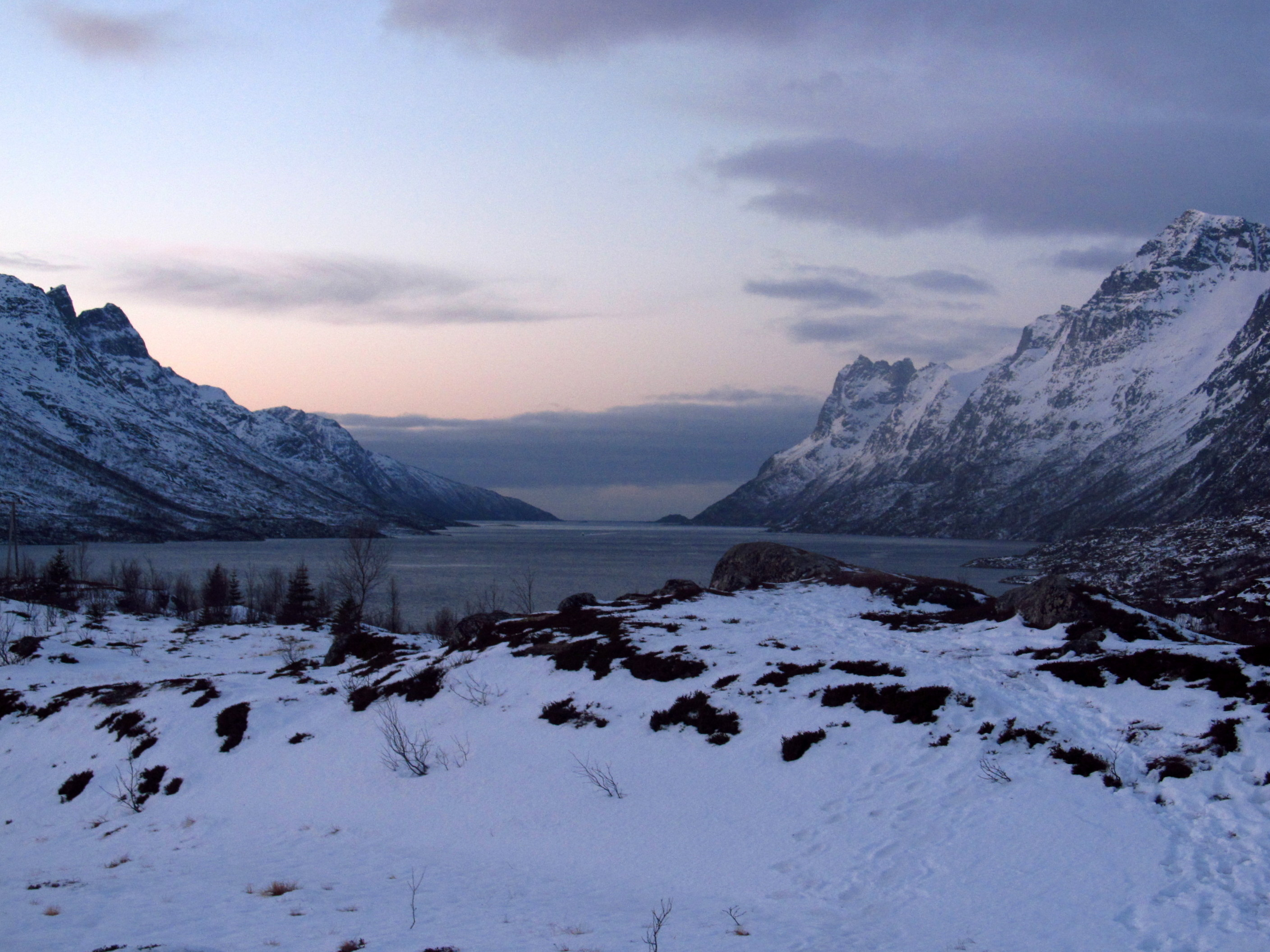
Ersfjordbotn